# 2261 Keeler
2261 Keeler eller 1977 HC är en asteroid i huvudbältet som upptäcktes den 20 april 1977 av den amerikanske astronomen Arnold R. Klemola vid Lick observatoriet. Den har fått sitt namn efter den amerikanske astronomen James Edward Keeler.
Asteroiden har en diameter på ungefär 7 kilometer och den tillhör asteroidgruppen Phocaea.